# Жасулан Дуйсембін
Жасулан Дуйсембін (каз. Жасұлан Дүйсембин; нар. 1992, Аркалик) — колишній військовик 53-ї механізованої бригади ЗСУ, доброволець з Казахстану.

## Біографія
Виріс у сім'ї без батька, виховувала бабуся. Жив в селі Жуковка.
2011—2013 проходив службу в Морській піхоті Казахстану. (мав позивний «рос. Белый»)
В 2015 переїхав до України в Харків, де до 2018 працював на будівництві.
З осені 2021 року — боєць ЗСУ з казахстанським паспортом, якому на батьківщині загрожує ув'язнення за «найманство».

### Після повномасштабного вторгнення
Воював у складі 1-го батальйону, брав участь у боях за Волноваху в 2022 році.
З 2022 року бажає отримати громадянство України. Петиція з закликом до Президента України — Володимира Зеленського про надання громадянства Жасулану набрала більше 25 тисяч підписів.
В 2023 році брав участь у втриманні Авдіївського напрямку.
В 2024 році деякий час перебув на лікувані на психічному лікуванні, після чого деякий час пербував інструктором з військової підготовки.

## Особисте життя
Фанат тенгріанства. Має багато татуювань. Розлучений.

## Нагороди
- Золотий хрест (2022)[5]
- Орден «За мужність» (2023).[10][11]